# 브라운 세카르 증후군
브라운 세카르 증후군(Brown-Séquard syndrome, Brown-Séquard's hemiplegia, Brown-Séquard's paralysis, hemiparaplegic syndrome, hemiplegia et hemiparaplegia spinalis, spinal hemiparaplegia)은 척수의 한 면이 손상되어 나타나는 질병으로, 상해나 병변이 있는 동일(동촉)한 면에 고유 수용성 감각의 마비 및 손실을 일으키며 병변의 반대쪽(대측)에 통증과 온도 감각의 손실을 일으킨다. 본 병명은 1850년 이 질병을 처음 기술한 생리학자 찰스 에두아르 브라운 세카르(Charles-Édouard Brown-Séquard)의 이름을 따서 지어졌다.

## 원인
브라운 세카르 증후군은 척수 종양, 정신외상, 허혈, 감염, 염증 질병(결핵 등), 다발성 경화증에 의해 발병할 수 있다. 잠수병 또한 브라운 세커드 증후군의 원인이 될 수 있다.

## 병리생리학
1. 모든 감각 상실, 저긴장성 마비
2. 경직성 마비 및 진동 상실 및 고유 감각 (위치 감각) 및 미세한 촉감
3. 통증 및 온도 감각 상실

환자 오른쪽 병변

척수의 반절단(hemisection)으로 인해 세 가지 주요 신경계 각각에 병변이 발생한다:
- 피질척수로의 주요 상부 운동 뉴런 경로
- 하나 또는 둘 다 등쪽기둥
- 척수시상로

이들 세 가지 주요 뇌 경로의 손상으로 인해 환자는 세 가지 병변을 갖게 된다:
- 피질척수 병변은 병변 부위 아래 신체의 같은 쪽에 경직성 마비를 일으킨다(상위 운동 뉴런에 의한 조절 상실로 인해). 병변 부위에서는 해당 부위의 신경에 의해 공급되는 근육의 이완성 마비가 발생한다(하위 운동 뉴런이 병변 부위에서 영향을 받기 때문).
- 등쪽 기둥(dorsal column)의 널판다발 (박속, fasciculus gracilis, gracile fasciculus) 또는 쐐기다발 (설상속, cuneate fasciculus, fasciculus cuneatus)에 병변이 발생하면 동측(ipsilateral) 진동 및 고유감각(위치 감각)이 상실되고 미세한 촉각의 모든 감각이 상실된다.
- 척수시상로(spinothalamic tract)의 상실로 인해 병변 아래의 한두 부분에서 시작되는 반대쪽에서 통증과 온도 감각이 상실된다.

또한, 병변이 척수의 T1 이상에서 발생하면 눈교감신경 경로를 침범하는 같은쪽(ipsilateral) 호너 증후군이 발생한다.

## 진단
척수병의 경우 자기공명영상(MRI)을 사용하여 진단한다.

## 치료
치료는 마비를 일으키는 병리적 측면에 초점을 둔다. 총상이나 칼로 인한 상해와 같은 정신적 외상으로 인한 것이라면 출혈이나 주요 장기 부상과 같은 생명에 위협을 주는 질병이 더 있을 수 있으므로 응급 조치가 필요할 수 있다. 증후군이 척추 골절로 인한 것이라면 식별 후 적절한 치료를 받아야 한다. 종창과 염증을 완화하는데 스테로이드를 사용할 수 있지만 척추 손상에 대한 치료가 필요할 수 있다.

## 같이 보기
- 등쪽기둥–안쪽섬유띠 경로
- 피질척수로
- 척수시상로

## 참조
- Egido Herrero JA, Saldanã C, Jiménez A, Vázquez A, Varela de Seijas E, Mata P (1992). “Spontaneous cervical epidural hematoma with Brown-Séquard syndrome and spontaneous resolution. Case report”. 《J Neurosurg Sci》 36 (2): 117–9. PMID 1469473.
- Ellger T, Schul C, Heindel W, Evers S, Ringelstein EB (June 2006). “Idiopathic spinal cord herniation causing progressive Brown-Séquard syndrome”. 《Clin Neurol Neurosurg》 108 (4): 388–91. doi:10.1016/j.clineuro.2004.07.005. PMID 16483712.
- Finelli PF, Leopold N, Tarras S (May 1992). “Brown-Sequard syndrome and herniated cervical disc”. 《Spine》 17 (5): 598–600. doi:10.1097/00007632-199205000-00022. PMID 1621163.
- Hancock JB, Field EM, Gadam R (1997). “Spinal epidural hematoma progressing to Brown-Sequard syndrome: report of a case”. 《J Emerg Med》 15 (3): 309–12. doi:10.1016/S0736-4679(97)00010-3. PMID 9258779.
- Harris P (November 2005). “Stab wound of the back causing an acute subdural haematoma and a Brown-Sequard neurological syndrome”. 《Spinal Cord》 43 (11): 678–9. doi:10.1038/sj.sc.3101765. PMID 15852056.
- Henderson SO, Hoffner RJ (1998). “Brown-Sequard syndrome due to isolated blunt trauma”. 《J Emerg Med》 16 (6): 847–50. doi:10.1016/S0736-4679(98)00096-1. PMID 9848698.
- Hwang W, Ralph J, Marco E, Hemphill JC (June 2003). “Incomplete Brown-Séquard syndrome after methamphetamine injection into the neck”. 《Neurology》 60 (12): 2015–6. doi:10.1212/01.wnl.0000068014.89207.99. PMID 12821761.
- Kraus JA, Stüper BK, Berlit P (1998). “Multiple sclerosis presenting with a Brown-Séquard syndrome”. 《J. Neurol. Sci.》 156 (1): 112–3. doi:10.1016/S0022-510X(98)00016-1. PMID 9559998.
- Lim E, Wong YS, Lo YL, Lim SH (April 2003). “Traumatic atypical Brown-Sequard syndrome: case report and literature review”. 《Clin Neurol Neurosurg》 105 (2): 143–5. doi:10.1016/S0303-8467(03)00009-X. PMID 12691810.
- Lipper MH, Goldstein JH, Do HM (August 1998). “Brown-Séquard syndrome of the cervical spinal cord after chiropractic manipulation”. 《AJNR Am J Neuroradiol》 19 (7): 1349–52. PMID 9726481.
- Mastronardi L, Ruggeri A (January 2004). “Cervical disc herniation producing Brown-Sequard syndrome: case report”. 《Spine》 29 (2): E28–31. doi:10.1097/01.BRS.0000105984.62308.F6. PMID 14722422.
- Miyake S, Tamaki N, Nagashima T, Kurata H, Eguchi T, Kimura H (February 1998). “Idiopathic spinal cord herniation. Report of two cases and review of the literature”. 《J. Neurosurg.》 88 (2): 331–5. doi:10.3171/jns.1998.88.2.0331. PMID 9452246.
- Rumana CS, Baskin DS (April 1996). “Brown-Sequard syndrome produced by cervical disc herniation: case report and literature review”. 《Surg Neurol》 45 (4): 359–61. doi:10.1016/0090-3019(95)00412-2. PMID 8607086.
- Stephen AB, Stevens K, Craigen MA, Kerslake RW (October 1997). “Brown-Séquard syndrome due to traumatic brachial plexus root avulsion”. 《Injury》 28 (8): 557–8. doi:10.1016/S0020-1383(97)83474-2. PMID 9616398.